# LCN12
LCN12 (англ. Lipocalin 12) – білок, який кодується однойменним геном, розташованим у людей на 9-й хромосомі. Довжина поліпептидного ланцюга білка становить 192 амінокислот, а молекулярна маса — 21 500.
| 10         |  | 20         |  | 30         |  | 40         |  | 50         |
| ---------- |  | ---------- |  | ---------- |  | ---------- |  | ---------- |
| MRLLCGLWLW |  | LSLLKVLQAQ |  | TPTPLPLPPP |  | MQSFQGNQFQ |  | GEWFVLGLAG |
| NSFRPEHRAL |  | LNAFTATFEL |  | SDDGRFEVWN |  | AMTRGQHCDT |  | WSYVLIPAAQ |
| PGQFTVDHGV |  | EPGADREETR |  | VVDSDYTQFA |  | LMLSRRHTSR |  | LAVLRISLLG |
| RSWLLPPGTL |  | DQFICLGRAQ |  | GLSDDNIVFP |  | DVTGWSPQAS |  | VC         |

A: Аланін

C: Цистеїн

D: Аспарагінова кислота

E: Глутамінова кислота

F: Фенілаланін

G: Гліцин

H: Гістидин

I: Ізолейцин

K: Лізин

L: Лейцин

M: Метіонін

N: Аспарагін

P: Пролін

Q: Глутамін

R: Аргінін

S: Серин

T: Треонін

V: Валін

W: Триптофан

Задіяний у такому біологічному процесі, як транспорт. 
Секретований назовні.